# Zbigniew Koszałkowski
Zbigniew Aleksander Koszałkowski (ur. 20 lutego 1955 w Kłodzku) – polski grafik i działacz antykomunistyczny, współzałożyciel Niezależnego Zrzeszenia Studentów w Łodzi

## Życiorys
Zbigniew Koszałkowski w latach 1979–1980 kolportował czasopismo „Puls”, a także publikacje ruchu Obrony Praw Człowieka i Obywatela i Konfederacji Polski Niepodległej. Był współzałożycielem Niezależnego Zrzeszenia Studentów w Łodzi oraz przewodniczącym Niezależnego Zrzeszenia Studentów w Państwowej Wyższej Szkole Sztuk Plastycznych w Łodzi, gdzie studiował na Wydziale Grafiki i Malarstwa. Z ramienia uczelni był negocjatorem i sygnatariuszem porozumień z przedstawicielami rządu ws. wolnych wyborów na uczelni. Był twórcą biblioteki wydawnictw niezależnych na uczelni. W latach 1980–1981 przewodniczył strajkom studentów PWSSP. W latach 1981–1982 był inwigilowany przez Służbę Bezpieczeństwa. W grudniu 1981 udokumentował na fotografiach pacyfikację strajku Wydziale Prawa i Administracji Uniwersytetu Łódzkiego. W 1982 był inicjatorem powstania podziemnej gazety Międzyzwiązkowej Komisji Koordynacyjnej „Jesteśmy”. W okresie od 1982 do 1989 działał na rzecz Ośrodka Pomocy Uwięzionym, Internowanym i ich Rodzinom, działającemu przy kościele. św. Jana w Łodzi. Na dziedzińcu kościoła w 1984 zaprojektował symboliczny grób ks. Jerzego Popiełuszki, ponadto w okresie PRL zaprojektował około 20 serii znaczków poczty podziemnej, a także kalendarzy i kart okolicznościowych. Od 1986 współpracował z Łódzkim Towarzystwem Oświaty Niezależnej.
Ukończył Państwową Wyższą Szkołę Sztuk Plastycznych w Łodzi. Jest autorem licznych projektów w graficznych, katalogów, a także plakatów m.in. dla: Centrum Handlowego Ptak, Narodowego Centrum Kultury, Monnari, Muzeum Sztuki w Łodzi, Muzeum Historii Miasta Łodzi, Telimeny, Banku PBG, Polfy Pabianice, Polski Press, Polleny Ewy. Zaprojektował również loga dla: Monnari, Opus Film, Telimeny, Teatru im. Stefana Jaracza w Łodzi, Klubu Siódemki, Niezależnych RP. Zaprojektował oprawę graficzną czasopism i periodyków takich jak m.in.: „Kalejdoskop”, „Bestseler”, „Sens”, „Tygiel Kultury”, „Ten Ton”, w tym również bezdebitowych: „Nawa św. Krzysztofa”, „Jesteśmy”, „Litery”. Ponadto jest autorem oprawy graficznej dla około 70 książek, w tym dla: Narodowego Centrum Kultury: „Strajk studentów w Łodzi styczeń–luty 1881 r.”, „W trybach systemu – z dziejów łódzkiej opozycji studenckiej w latach 1968–1989”, „Stenogramy. Zapis negocjacji studentów z przedstawicielami rządu PRL w czasie strajku łódzkich uczelni w 1981 roku”.
W latach 2008–2018 wykładał w Wyższej Szkole Sztuki i Projektowania w Łodzi, w ramach Pracowni Projektowania Wydawnictw i Pracowni Podstaw Typografii. Od 2018 jest wykładowcą grafiki wydawniczej i typografii w Akademii Humanistyczno-Ekonomicznej w Łodzi na kierunku grafika. Jest również redaktorem graficznym kwartalnika „Tygiel Kultury”.
Projekty graficzne autorstwa Koszałkowskiego wystawiane były w: Teatrze im. Stefana Jaracza w Łodzi, Galerii Manhattan, Muzeum Miasta Łodzi, Ośrodku Propagandy Sztuki, Muzeum Książki Artystycznej, a także na: Biennale Plakatu w Krakowie, Katowicach i Rzeszowie (1995 –2004) oraz Łódź Design Festival. Zbigniew Koszałkowski organizuje również coroczne wystawy prac studentów Pracowni Projektowania Wydawnictw w WSSiP w Łodzi.

## Odznaczenia, nagrody i wyróżnienia
- Nagroda za plakat na Biennale Plakatu Teatralnego w Krakowie (1998),
- Odznaka „Zasłużony Działacz Kultury” (1999) za podziemną działalność wydawniczą,
- Nagroda za typografię w Konkursie Projektowania Prasowego „Chimera” (2003) za typografię na okładkach „Tygla Kultury”,
- Nagroda Ministra Kultury i Dziedzictwa Narodowego za Nieocenione Zasługi dla Kultury Polskiej (2005),
- Nagroda Prezydenta Miasta Łodzi za całokształt osiągnięć twórczych i książkę „Ojciec Stefan SJ” (2006),
- Medal za Zasługi w Walce o Niepodległość Polski i Prawa Człowieka 13 XII 1981 – 4 VI 1989 (2006),
- Krzyż Kawalerski Orderu Odrodzenia Polski (2006)[6],
- Medal Ministra Sprawiedliwości w uznaniu za osiągnięcia w podejmowanej z pożytkiem dla kraju pracy zawodowej i społecznej (2011)[7][5],
- Nagroda Miasta Łodzi za wybitne osiągnięcia artystyczne (2014)[3],
- Krzyż Wolności i Solidarności (2016)[7][5][1].